# Караччоли, Джованни
Джованни (Иоанн, Жан) Караччоли (Караччоло) (итал. Giovanni Caraccioli, фр. Jean Caracciolo, принц Мельфийский, герцог Веронский; 1480 — 1550) — итальянский военачальник, затем маршал Франции. Отец Джованни Антонио Караччиоли.

## Биография
Присоединился к французам после взятия Неаполя Карлом VIII в 1495 году; позже принял сторону германского императора Карла V. В 1528 был осаждён и взят в плен в Мельфи Лотреком. Карл V отказался выкупить Джованни, и Франциск I привязал его к себе, дав ему во владение Роморантен и другие земли. Караччоли отличился в прованскую кампанию 1530, а затем при осаде Люксембурга и в 1544 получил маршальский жезл.